# Борок (Ветлужский район)
Боро́к — посёлок в составе Мошкинского сельсовета Ветлужского района Нижегородской области. Располагается на берегу озера Волосово — правобережной старицы реки Ветлуги.
По данным на 1999 год, численность населения составляла 28 чел.

## География
Располагается на берегу озера Волосово — правобережной старицы реки Ветлуги. Находится в 40 км от города Ветлуги и в 171 км от Нижнего Новгорода. Высота центра посёлка над уровнем моря — 88 м.

## Название
Апеллятив: название указывает на соседство с сосновым бором.

## История
Первоначально поселение входило в Богоявленскую волость Варнавинского уезда Костромской губернии и использовалось в качестве лесной пристани. После завершения гражданской войны поселение в 1922 году в составе Варнавинского уезда было передано в Нижегородскую губернию.
До 2009 года посёлок входил в состав Скулябихинского сельсовета. С 2009 года входит в состав Мошкинского сельсовета.

## Население
| 1897 | 1907 | 1916 | 1999 | 2002 | 2010 |
| ---- | ---- | ---- | ---- | ---- | ---- |
| 99   | ↘31  | ↗46  | ↘28  | ↘17  | ↘9   |